# Francisco Martínez Cordero
Francisco Martínez Cordero (Ciudad Juárez, Chihuahua, 20 de junio de 1910 - 1 de diciembre de 1993) fue un jugador de baloncesto mexicano. Fue medalla de bronce con México en los Juegos Olímpicos de Berlín de 1936.